# 灵迹司
灵迹司位于江苏省苏州市东北街128号，俗称疟痢都城隍、痢疾司堂。明成化元年（1465年）始建于百口桥，清乾隆初移建于此，光绪初重修。现存坐北朝南的三路四进建筑。中路正殿单檐硬山造，面阔三间10.2米，进深11.4米，高8米，扁作梁架，有船篷轩和外檐象鼻昂桁间牌科。殿后有楼两进，为寝宫，俗称娘娘殿。大门入口处，原有神台。1949年前后，中华民国国军用作兵营。两边有马和粮食，后因弹药爆炸，殃及神台。于是，山门、戏台俱废。正殿阶前有“止疟泉”，井外原有井栏圈，镶嵌有“狮子滚仙球”图案，但在2003年被盗。原有青石碑刻两块，记载着有关寺庙名字来历与历史。现石碑被移至苏州文庙。
整座寺庙原本分为两个部分。西边从南而入为庙宇，东边从北进，三进都属于粮食商会。寺庙后面属于北园，1949年后，东边粮食商会被分割使用。文革时，西边庙宇佛像被毁，迁入三十多户居民，从此成为民居。